# Peleteria sibirica
Peleteria sibirica là một loài ruồi trong họ Tachinidae.